# 浅井慶一郎
浅井 慶一郎（あさい けいいちろう、1979年7月29日 - ）は、日本の男性声優。オフィス海風所属。東京都出身。
以前はぐるーぷ・インパクトに所属していた。

## 出演

### テレビアニメ
- はなかっぱ（2010年、イワンの父）
- ムシブギョー（2013年、黒蜘蛛組、同心、老中）
- アニマエール!（2018年、司会、ビクトリーズのコーチ、海水浴場の係員）
- 魔術士オーフェンはぐれ旅 キムラック編（2021年、フレッディン、巨大人形、教師、ジェイク、神官兵）

### 劇場版アニメ
- 豆富小僧（2011年）
- グスコーブドリの伝記（2012年）

### OVA
- 常住戦陣!!ムシブギョー（2015年、生徒）※単行本第17巻OVA付き特別版「学園ムシブギョー」

### webアニメ
- ヘタリアシリーズ（2013年 - 2021年、オーストラリア、おじいさん） - 2シリーズ

### ドラマCD
- ひとりじめシリーズ
  - ひとりじめボーイフレンド（2014年、牛頭田先生）
  - ひとりじめマイヒーロー2（2016年、牛頭田先生）

### 吹き替え

#### 映画
- 沈黙の背信（2011年、トミー〈マット・ウォード〉 / サヴォン）
- スパイダー・シティ（英語版）（2013年、ポール〈バグ・ホール〉）※テレビ映画
- HIT & RUN（英語版）（2013年、テリー〈ジェス・ローランド〉）
- オッド・トーマス 死神と奇妙な救世主（2014年、ヴァーナー〈ニコ・トルトレッラ（英語版））

### CM
- カルピス“やってみようの歌・春のお楽しみ会”篇
- カルピス“やってみようの歌・夏祭り”篇

### 舞台
- 「劇団上田」の公演
- 朗読
  - 語り人たちの宵
- オペラ
  - サロメ